# Acuerdo de Cielos Abiertos
El Acuerdo de Cielos Abiertos es un tratado firmado por la Unión Europea y los Estados Unidos. El objetivo de dicho tratado es permitir que las aerolíneas europeas y estadounidenses exploten rutas entre cualquier ciudad de ambos territorios. Por ejemplo, antes de la firma del acuerdo la aerolínea española Iberia no podía operar vuelos a los Estados Unidos desde Bruselas o Mánchester, sino que tenían que partir de territorio nacional.
Asimismo las aerolíneas norteamericanas obtienen el derecho de explotar rutas entre ciudades europeas, mientras que las compañías de la UE también consiguen autorización para volar de forma directa entre EE. UU. y países europeos no comunitarios como Suiza.
El tratado se firmó el 30 de abril de 2007 en Washington.

## Repercusiones

### Ruta Londres - Nueva York
Tras la adopción del acuerdo, el Aeropuerto de Londres-Heathrow quedó abierto a la libre competencia. De esta manera se puso fin a los privilegios concedidos a 4 aerolíneas en los años 70 recogidos en el acuerdo Bermuda II entre el Reino Unido y EE. UU. para explotar rutas transatlánticas fuera de Heathrow. Estas 4 aerolíneas eran British Airways, Virgin Atlantic Airways, United Airlines y American Airlines.
Continental Airlines ha confirmado su intención de ofrecer vuelos directos entre Heathrow y Houston antes de 2008. También es probable que Northwest Airlines traslade sus rutas procedentes de los Estados Unidos de Gatwick a Heathrow.
Sin embargo, el aumento del tráfico trasatlántico en Heathrow se ve limitado por la falta de capacidad de las pistas de aterrizaje, las restricciones legales y el hecho de las aerolíneas antes citadas posean gran parte de los derechos de despegue. Como muestra véase que British Airways controla un 40% de los puestos, mientras que bmi solamente maneja el 12%.

### Otras rutas
Varias aerolíneas han ido modificando sus rutas y horarios tras la entrada en vigor del acuerdo, habiendo muchas de ellas comerciando intensamente con derechos de aterrizaje y despegue de Heathrow. Por ejemplo, bmi está intentando comprar los derechos de la brasileña Varig.
Mientras tanto, Virgin Atlantic intenta añadir a sus rutas diarias desde Nueva York destinos como París, Fráncfort del Meno, Milán, Ámsterdam o Zúrich.

### Consolidación de la industria
Aparentemente el acuerdo ha servido para que las aerolíneas despierten del letargo en que se sumieron tras los atentados del 11-S. Por ejemplo, British Airways persevera en adquirir Iberia con la colaboración de una o varias entidades financieras privadas.

### Tarifas
Es evidente que el aumento de la competencia en los vuelos trasatlánticos ha tenido algún efecto sobre las tarifas[cita requerida], si bien hay voces que afirman que el mercado ya estaba bastante saturado. Sin embargo existen otras opiniones que predicen cambios radicales en estas rutas, como por ejemplo los vuelos a 10 euros.
En abril de 2007, Ryanair confirmó sus planes de fundar una nueva aerolínea dedicada a las rutas de largo alcance entre Europa y Estados Unidos. Según el CEO de Ryanair, Michael O'Leary, la nueva compañía comenzará sus actividades en 2010 con vuelos a 5 o 6 ciudades americanas, incluyendo Baltimore y Providence. Esta aerolínea, a diferencia de las low-cost tradicionales, venderá billetes de turista y primera clase.